# Crooky
Crooky er en amerikansk stumfilm fra 1915 af C. Jay Williams.

## Medvirkende
- Frank Daniels som Crooky Scruggs
- Charles Eldridge som Bob Roberts
- Harry T. Morey som John W. Dough
- Edwina Robbins som Susan Dough
- Anna Laughlin som Dora Dough